# خليل ملا خاطر
خليل ملا خاطر (1357- 1445 هـ / 1938 - 2023 م) عالم سوري من دير الزور، من علماء الحديث النبوي الشريف، متخرج في الأزهر، أستاذ جامعي، حسيني النسب، له عشرات المصنفات، مستشار الهيئة التأسيسية للإعجاز العلمي في رابطة العالم الإسلامي.

## سيرته
ولد خليل بن إبراهيم بن مُلَّا خاطر بن مُحَيمِيد الخضر العزَّامي الذي ينتهي نسبه إلى الحسين بن علي رضي الله عنه، في مدينة دير الزور السورية في منطقة الفرات، يوم السبت 15 شعبان 1357هـ الموافق 8 أكتوبر 1938م، لأسرة علمية عريقة من جهة أبيه وأمه. فجده لأبيه (الشيخ ملا خاطر) من العلماء القراء، انقطع لإقراء القرآن الكريم أكثر من أربعين سنة، وجده لوالدته (الشيخ وَيْس ابن الشيخ أحمد الكبير من شيوخ السلطان عبد الحميد) من علماء الفرات المعدودين.
حفظ القرآن على جدِّه وهو صغير، وتخرَّج بشيوخ مدينته دير الزور، ومن أشهرهم: الشيخ محمد سعيد المفتي (قرأ عليه في الفقه الشافعي ثم الحنفي وفي النحو والصرف والبلاغة والعَروض والمنطق والتجويد والفرائض) ولازمه أكثر من عشر سنوات، والشيخ حسين رمضان، والشيخ عبد الوهاب الراوي الرفاعي.
ويذكر أن للشيخ محمد سعيد المفتي فضلًا كبيرًا عليه في توجيهه نحو الالتزام بما صحَّ من الأحاديث والآثار، وتحاشي الأخذ بالضعيف الواهي، ففي الصحيح ما يغني عن الضعيف، وعلى طالب العلم الشرعي اعتماد الكتاب وما صحَّ من السنة، ثم الاحتياط في كل الأمور، والتوقي في كل ما يحتمل الشبهة.
ثم انتقل إلى دمشق للدراسة في كلية الشريعة بجامعتها، ومنها حصل على الإجازة (الليسانس)، وأخذ خارج الجامعة عن عدد من علماء دمشق من أشهرهم: عبد الوهاب الحافظ دبس وزيت، ومحمد سعيد البرهاني، ومحمد الهاشمي التلمساني.
ثم يمم وجهه شطر القاهرة، والتحق بكلية أصول الدين بجامعة الأزهر الشريف، فحصل منها على درجتي الماجستير، ثم الدكتوراه، في تخصص علوم الحديث الشريف.
ثم قدم إلى المملكة العربية السعودية عام 1386 هـ / 1966 م للعمل في التعليم الجامعي، فدرَّس في جامعة الإمام محمد بن سعود الإسلامية في مدينة الرياض قرابة 13 عامًا، ثم انتقل إلى المدينة المنورة عام 1399 هـ / 1979 م للتدريس في المعهد العالي للدعوة الإسلامية (كلية الدعوة حاليًّا)، قسم الدراسات العليا. ثم عاد إلى الرياض للتدريس في الدراسات العليا من قسم السُّنة في كلية أصول الدين، بجامعة الإمام. وفي عام 1405 هـ / 1984 م رجع إلى المدينة المنوَّرة، أستاذًا للحديث النبوي الشريف وعلومه، في كلية التربية فرع جامعة الملك عبد العزيز، ثم أنهى عمله التعليمي أستاذًا للحديث في جامعة طيبة.
أشرف على عدد كبير من الرسائل الجامعية لمرحلتي الماجستير والدكتوراه، وناقش عددًا أكبر منها، وأسهم في تحكيم البحوث المقدَّمة للترقيات العلمية، وللمجلات العلمية المحكَّمة.

## أعماله العلمية
خلَّف أكثر من تسعين كتابًا بين تأليف وتحقيق، من أشهرها:
1. مكانة الصحيحين (صحيح البخاري وصحيح مسلم)
2. السُّنة النبوية وحي
3. مختصر السنة النبوية وحي
4. ثلاثيات الإمام الشافعي
5. السنن، للإمام الشافعي، تحقيق وتخريج
6. المسند للإمام الشافعي، ومعه شافي العِي، للحافظ جلال الدين السيوطي، تحقيق
7. الإسناد: أهميته وأقسامه وعناية علماء الأمة به
8. الحديث المتواتر
9. حديث الآحاد، المشهور، العزيز، الغريب
10. الحديث المعلَّل
11. بدعة دعوى الاعتماد على الكتاب دون السُّنة (مكانة السنة النبوية وحجيتها)
12. خطورة مساواة الحديث الضعيف بالموضوع
13. الإمام البخاري والرواية عن أئمة آل البيت
14. الأمانة العظمى ونبيها ﷺ
15. الرحمة المُهداة ﷺ
16. رحمة النبي الكريم ﷺ بالكفار
17. عظيم قدره ﷺ ورفعة مكانته عند ربه ، (ملخَّص لمئة خصلة انفرد بها ﷺ عن بقية الأنبياء السابقين ) تُرجم الكتاب إلى عدد من اللغات.
18. واجب الأمة نحو نبي الرحمة ﷺ
19. محبة النبي ﷺ وطاعته بين الإنسان والجماد
20. أمية النبي المصطفى الكريم ﷺ
21. دلائل النبوة في غزوة الخندق
22. ما رواه مالك عن نافع عن ابن عمر
23. أصح أسانيد ابن عباس وابن مسعود وجابر وعُقبة
24. أصح أسانيد أنس بن مالك  برواية ثابت والزُّهري وقَتادة عنه
25. من أصح الأسانيد ما رواه هشام عن عُروة عن السيدة عائشة
26. من أصح الأسانيد ما رواه الزُّهري عن سالم بن عبد الله بن عمر عن أبيه
27. من أصح الأسانيد ما رواه الزُّهري عن سعيد بن المسيب عن أبي هريرة
28. من أصح الأسانيد ما رواه عبيد الله بن عمر عن نافع عن ابن عمر
29. من أصح الأسانيد ما رواه أيوب عن نافع عن ابن عمر
30. صحيفة أبي الزناد عن الأعرج عن أبي هريرة
31. العلوم والإيمان (ملخص لما جاء في بعض الآيات القرآنية والأحاديث النبوية من الإعجاز العلمي)
32. مشروعية صيام ست من شوال والرد على منكري ذلك
33. فضائل المدينة المنورة
34. مختصر فضائل المدينة المنورة
35. مكانة الحرمين الشريفين عند المسلمين: ما اتفقا فيه من الفضائل والأحكام
36. ساكن مكة المكرمة منزلته ومسؤوليته
37. ساكن المدينة المنورة منزلته ومسؤوليته
38. الحب المتبادَل (بين النبي ﷺ والمدينة المنورة)
39. مكانة الصحابة وأثرهم في حفظ السنة وواجب الأمة نحوهم
40. الإصابة في صحَّة حديث الذبابة: يبحث في صحَّة الحديث من النواحي الحديثية والفقهية والطبية
41. زواج السيدة عائشة ومشروعية الزواج المبكر والرد على منكري ذلك
42. مقدمة شرح صحيح مسلم للإمام النووي، شرح وتعليق وضبط وتخريج
43. حقوق الوالدين القسم الأول بر الوالدين
44. الإمام الشافعي  محِّدثًا
45. الإمام الشافعي  وأثره في الحديث وعلومه
46. حجية الحديث المرسل عند الإمام الشافعي
47. الإمام الشافعي وعلم مختلف الحديث
48. مناقب الإمام الشافعي، لابن الأثير الجزَري، تحقيق
49. مناقب الإمام الشافعي، لأبي الفداء ابن كثير، تحقيق
50. مسألة الاحتجاج بالشافعي فيما أُسند إليه والردُّ على الطاعنين بعِظَم جهلهم عليه، لأبي بكر الخطيب البغدادي، تحقيق
51. بيان خطأ من أخطأ على الشافعي، لأبي بكر أحمد بن الحسين البيهقي، تحقيق وتخريج
52. مجموع الحديث، للشيخ محمد بن عبد الوهاب، تحقيق بالاشتراك مع الأستاذ الدكتور محمود الطحان
53. مختصر أشراط الساعة
54. المسيح عليه السلام، قطعية رفعه وتواتر نزوله
55. أخبار الدجَّال
56. الإمام ابن الجوزي محدثًا، ومنهجه في كتابه الموضوعات، إعداد قسم الله علي محمد مريود، إشراف خليل ملا خاطر
57. التنبيه على الأوهام الواقعة في الصحيحين من قِبَل الرواة: قسم البخاري، لأبي علي الحسين بن محمد الغسَّاني الجياني، تحقيق محمد صادق آيدن، إشراف خليل ملا خاطر
58. منهج الذهبي في كتابه ميزان الاعتدال في نقد الرجال، إعداد قاسم علي سعد، إشراف خليل ملا خاطر

ومن المشاريع التي عمل عليها طويلًا:
- تحقيق كتاب (الشافي في شرح مسند الشافعي) لابن الأثير الجزري، ويُتوقع أن يكون في نحو عشرين مجلدًا.
- جمع أحاديث الإمام الشافعي .
- جمع أصح الصحيح من الأحاديث الشريفة، التي جاءت بالأسانيد التي يسميها علماء الحديث (أصح الأسانيد).

## تكريمه
كُرِّم في اثنينية الوجيه السعودي عبد المقصود خوجة في مدينة جُدة، يوم الاثنين 28 رجب 1417 هـ / 9 ديسمبر (كانون الأول) 1996 م، وألقى عدد من العلماء والوجهاء كلمات في تكريمه والاحتفاء به وبجهوده، وهم: عبد المقصود خوجة، الوزير الدكتور محمد عبده يماني، الأديب الشاعر الأستاذ حسين عرب، الشيخ أبو تراب الظاهري، الشيخ محمد نمر الخطيب، الشيخ محمد عوض، الشيخ الدكتور حامد الرفاعي، الأستاذ أمين عبد الله قرقوري، الشيخ الدكتور عمر فلاتة.

## وفاته
توفي في المدينة المنوَّرة، قبل فجر الجمعة 17 المحرم 1445 هـ، 4 أغسطس 2023 م، وصُلي عليه صلاة الجنازة بعد صلاة الجمعة في المسجد النبوي الشريف، ودُفن في مقبرة البقيع.

## الملاحظات
1. ↑  أورد في آخر كتابه (الإمام البخاري والرواية عن أئمة آل البيت) الصادر عام 1430 هـ مسردًا بعناوين كتبه المؤلفة والمحققة وما نشر منها وما لم ينشر، وقد بلغت 102 كتاب

## وصلات خارجية
- حديث الذكريات مع الدكتور خليل ملا خاطر